# Berneuil (Charente)
Berneuil ist eine Gemeinde mit 321 Einwohnern (Stand 1. Januar 2022) im westfranzösischen Département Charente in der Region Nouvelle-Aquitaine.

## Lage
Berneuil liegt jeweils etwa 45 Kilometer (Fahrtstrecke) südöstlich von Cognac bzw. südwestlich von Angoulême in der alten Kulturlandschaft des Angoumois in einer Höhe von etwa 130 Metern ü. d. M. Durch die Gemeinde fließen die beiden Flüsschen Beau und Maury.

## Bevölkerungsentwicklung
| Jahr      | 1962 | 1968 | 1975 | 1982 | 1990 | 1999 | 2006 | 2017 |
| Einwohner | 464  | 386  | 354  | 340  | 326  | 317  | 328  | 316  |

In der ersten Hälfte des 19. Jahrhunderts hatte die Gemeinde meist über 1000 Einwohner. Infolge der Reblauskrise im Weinbau und der Mechanisierung der Landwirtschaft ist die Bevölkerung seitdem rückläufig.

## Wirtschaft
Die Einwohner von Berneuil lebten jahrhundertelang von der Landwirtschaft; die Böden der Gemeinde gehören zu den Bons Bois des Weinbaugebietes Cognac, doch sind die Absätze bei teuren Weinbränden in den letzten Jahrzehnten eher rückläufig, so dass der Weinbau keine dominierende Rolle mehr spielt. Einnahmen aus dem Tourismus, insbesondere der Vermietung von Ferienwohnungen (gîtes), spielen seit den 1960er Jahren eine nicht unwichtige Rolle für die Einnahmen der Gemeindekasse.

## Geschichte
Die romanische Kirche weist auf einen bereits im Mittelalter existierenden Ort hin. Aufgrund des Vorhandenseins eines Querhauses mit zwei seitlichen Apsiden und einem separaten Eingang sowie des ungewöhnlich reichhaltigen Baudekors scheint es sich um eine ehemalige Prioratskirche gehandelt zu haben.

## Sehenswürdigkeiten

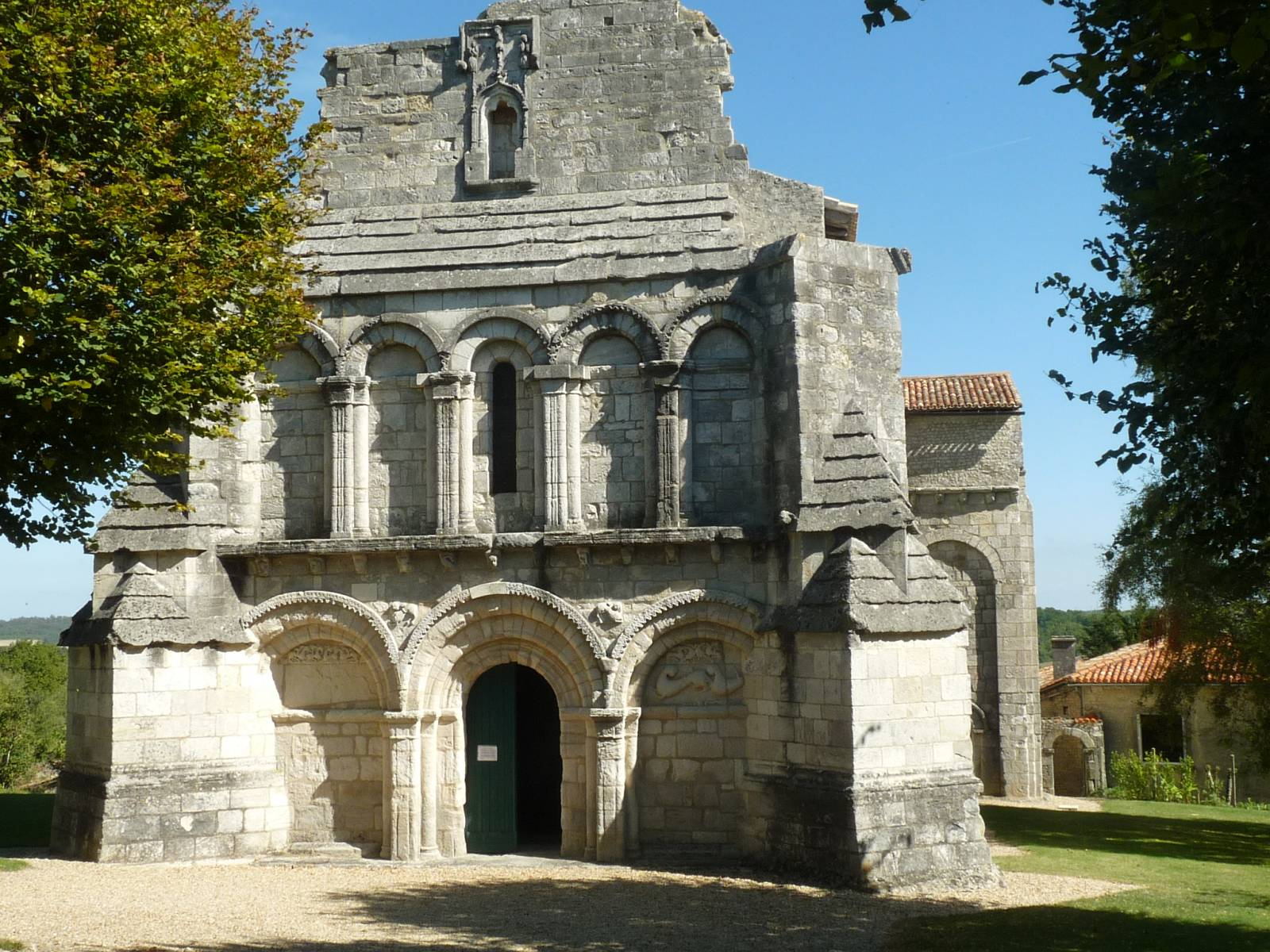
Kirche Notre-Dame

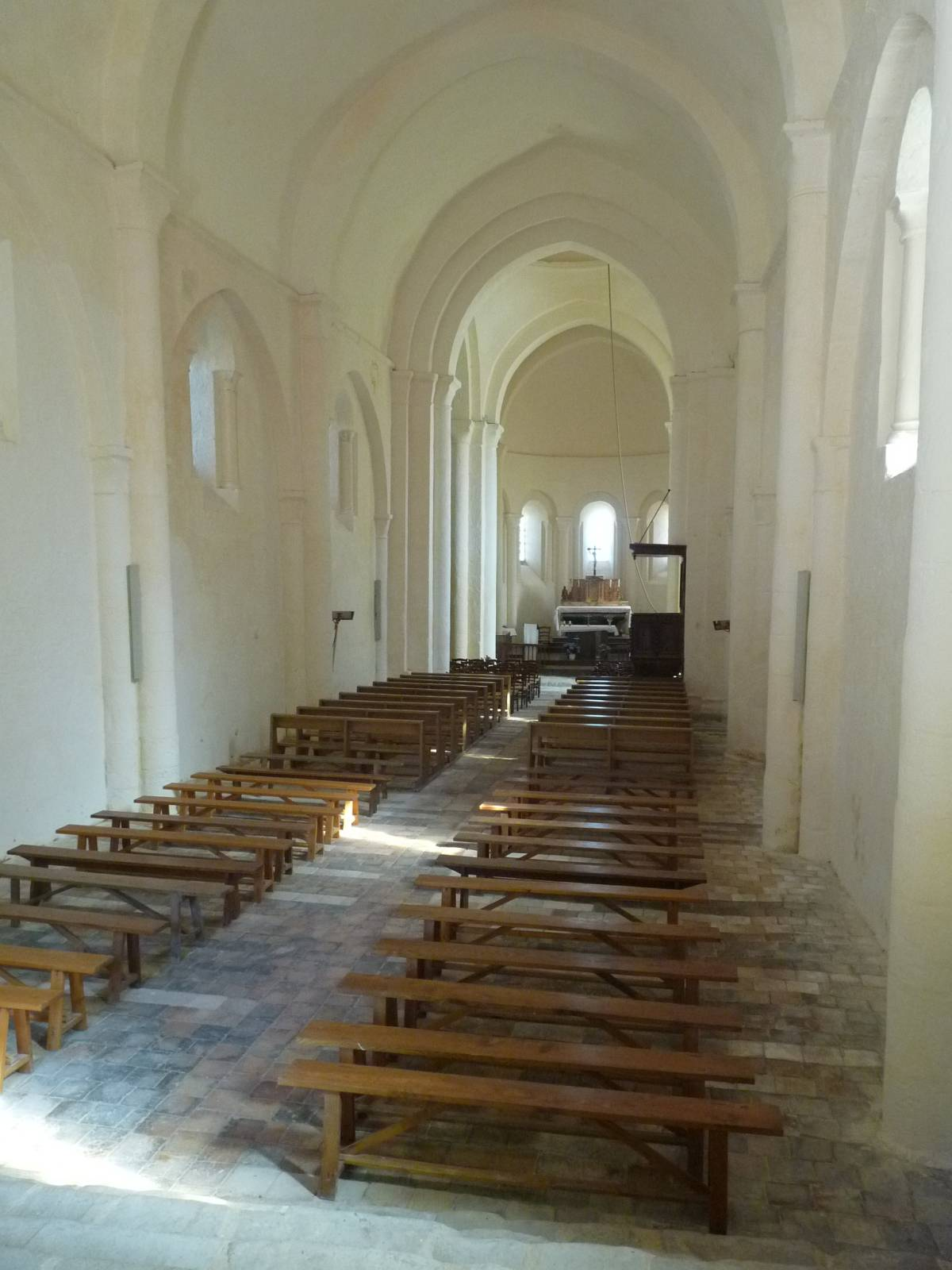
Kirchenschiff

Die romanische Pfarrkirche Notre-Dame wurde im 12. Jahrhundert erbaut. Der architektonische Aufbau der Westfassade entspricht dem charenteser Typus: Die Portalzone ist nach einem Triumphbogenschema mit zwei seitlichen Blendportalen gestaltet; über einem Konsolenfries befindet sich eine fünfteilige Blendarkadenreihe mit profilierten Pilastern und eingestellten Säulen; ein steinernes Dach mit Schindelimitationen bildet den Übergang zum schmucklosen Giebelfeld mit einer spätgotischen Nische, in welcher sich ehedem vielleicht eine Marienstatue befand. Außergewöhnlich ist der dekorative Gestaltungswille, der in nahezu jedem Bauteil erkennbar ist: In den beiden Tympana der seitlichen Blendportale befanden sich Figuren, ebenso in den Bogenzwickeln zwischen den (Schein-)Portalen. Die äußeren Überfangbögen der Archivolten waren mit einem Zackenstab geschmückt und selbst die Stirnseite des Konsolenfrieses war profiliert. Bereits im 14. oder 15. Jahrhundert erhielt das Bauwerk mächtige Strebepfeiler in den Ecken der Fassade und an den Längsseiten; dabei wurden die Arkadenbögen teilweise überschnitten. Die steinernen Dächer finden sich auch an den Strebepfeilern, so dass davon auszugehen ist, dass der steinerne Dachübergang zum Giebelfeld auch in dieser Zeit ergänzt wurde. Der gedrungen wirkende Vierungsturm ist durch einfache Pfeiler in rechteckige Felder unterteilt. Querhausapsiden und Mittelapsis sind durch Halbsäulenvorlagen gegliedert; die Mittelapsis hat einen umlaufenden Konsolenfries, die Querhausapsiden verfügen über Rundbogenfriese als obere Abschlüsse. Das einschiffige Langhaus der Kirche hat ein Spitztonnengewölbe; in der Vierung findet sich eine auf Pendentifs aufruhende Kuppel. Das Halbrund der Apsis ist durch vorgeblendete Arkaden gegliedert und durch eine Kalotte gewölbt. Deutlich zu erkennen ist das durch den Gewölbeschub verursachte Auseinanderdriften der Außenwände mitsamt ihren Halbsäulenvorlagen, was deren Stabilisierung durch dicke Strebepfeiler notwendig machte. Dabei wurden gleichzeitig die Außenwände erhöht und wahrscheinlich neue Gewölbe eingezogen. Das Kirchenbauwerk ist seit 1914 als Monument historique anerkannt.
Auch einige Windmühlenstümpfe, Scheunen etc. des Ortes sind als schützenswert anerkannt.